# 美しい朝がきます
「美しい朝がきます」（うつくしいあさがきます）は、1974年9月10日に発売されたアグネス・チャンの7枚目のシングル。

## 解説
A面・B面ともに、1974年8月に発売されたアルバム『あなたとわたしのコンサート』収録曲であるが、「美しい朝がきます」はシングルバージョン。
アグネス本人も出演したNET系テレビドラマ『おじさま!愛です』のオープニング曲として使用された。

## 収録曲
1. 美しい朝がきます (3分42秒)
作詞：安井かずみ／作曲：井上忠夫／編曲：馬飼野俊一
2. わたしのペンフレンド (3分38秒)
作詞：麻生香太郎／作曲：穂口雄右／編曲：東海林修